# Antti Aarne
Pour les articles homonymes, voir Aarne.
Antti Amatus Aarne (né le 5 décembre 1867 à Pori, mort le 2 février 1925 à Helsinki) est un folkloriste finlandais spécialiste des contes populaires.

## Biographie
Chargé par l'école finnoise de proposer une classification des contes populaires permettant de se repérer dans la masse de récits de transmission orale recueillis après la parution des Kinder- und Hausmärchen des frères Grimm (KHM, 1812 et 1815), il en publie, en 1910, un premier inventaire sous le titre Verzeichnis der Märchentypen dans la collection Folklore Fellows Comunications de l'université d'Helsinki.
Basé sur la notion de conte-type et s'appuyant sur les nombreuses collectes déjà réalisées en particulier en Europe du Nord, ce répertoire distingue environ 550 trames narratives, désignées par un numéro et réparties en trois grandes catégories : 
- Tiermärchen (contes d'animaux)

- Eigentliche Märchen (contes ordinaires)

- Schwänke (contes facétieux).

La numérotation lacunaire permet d'intégrer de nouveaux conte-types si nécessaire.  
Trois ans après la mort de Aarne son Répertoire le folkloriste américain Stith Thompson (1885-1976)  en publie en anglais une révision augmentée : The Types of the Folktales. dont il réalise en 1964 une seconde édition. Dans ces publications successives il ajoute de nouveaux types et affine les catégories de classement. 
Une troisième révision, considérablement augmentée, a été réalisée par Hans-Jörg Uther, un chercheur allemand de l'Académie des sciences de Göttingen, publiée en trois volumes (no 284-285-286 des "Folklore Fellows Comunications" sous le titre The Types of the International Folktales. A classification and Bibliography  (ISBN 951-41-0956-2, 951-41-0962-7 et 951-41-0964-3).
Outil de classement internationalement reconnu quoique différemment contestée selon les disciplines, la typologie de Aarne et Thompson permet des recherches comparatives précises sur les contes populaires. Elle sert de base à de nombreux catalogues (index, répertoires signalétiques) nationaux ou régionaux dont Le conte populaire français, catalogue raisonné... de Paul Delarue et Marie-Louise Tenèze.
Elle est aussi la source de nombreux travaux de recherche sur la nature et le fonctionnement du conte oral et de l'art narratif traditionnel.